# Blaine Lindgren
Blaine Lindgren (Salt Lake City, Utah, 26 de junio de 1939 - Salt Lake City, 5 de octubre de 2019) fue un atleta estadounidense, especializado en la prueba de 110 m vallas en la que llegó a ser subcampeón olímpico en 1964.

## Carrera deportiva
En los JJ. OO. de Tokio 1964 ganó la medalla de plata en los 110 metros vallas, con un tiempo de 13.74 segundos, llegando a meta tras su paisano estadounidense Hayes Jones (oro con 13.67 s) y por delante del soviético Anatoly Mikhailov (bronce con 13.78 s).